# Spinibarbus
Spinibarbus là chi thuộc họ Cá chép, phân bố ở Đông Á và Đông Nam Á. Hiện có 7 loài trong chi này đã được mô tả.

## Các loài
- Spinibarbus babeensis V. H. Nguyen, 2001
- Spinibarbus brevicephalus Nguyễn Hữu Dực & Nguyễn Văn Hảo, 1997
- Spinibarbus caldwelli (Nichols, 1925) Cá chày đất
- Spinibarbus denticulatus (Ōshima, 1926) Cá bỗng
- Spinibarbus hollandi Ōshima, 1919
- Spinibarbus maensis H. D. Nguyễn, Q. N. Dương & Đ. H. Trần, 2007
- Spinibarbus nammauensis V. H. Nguyen & Nguyen, 2001
- Spinibarbus ovalius V. H. Nguyen & S. V. Ngô, 2001
- Spinibarbus sinensis (Bleeker, 1871)
- Spinibarbus vittatus Nguyễn Hữu Dực & Nguyễn Văn Hảo, 1997